# マツカサトカゲ
マツカサトカゲ（Tiliqua rugosa）は、爬虫綱有鱗目トカゲ科アオジタトカゲ属に分類されるトカゲ。

## 分布
オーストラリア（クイーンズランド州中部および南部、西オーストラリア州南部、沿岸部を除くニューサウスウェールズ州、ビクトリア州、南オーストラリア州南部）

## 形態
全長30 - 35センチメートル。
松笠(松ぼっくり)のようなゴツゴツした鱗と、太く短い尾を持ち、ずんぐりとした体型。
舌は青い。

## 分類
以下の断りのないかぎり分類・分布はUetz et al.(2017)に従う。
Tiliqua rugosa rugosa (Gray, 1825)
オーストラリア南西部
Tiliqua rugosa asper (Gray, 1845)
オーストラリア東部
Tiliqua rugosa konowi Mertens, 1958
西オーストラリア州のロットネス島
Tiliqua rugosa palarra (Shea, 2000)
西オーストラリア州中西部のシャーク湾周辺

## 生態
草原や森林などの幅広い環境に生息する。
昆虫、陸棲の貝類、動物の死骸、花、果実などを食べる。
繁殖様式は卵胎生。1回に1 - 2頭の幼体を産む。

## 人間との関係
亜種T. r. konowiはネコによる捕食や違法な採取による影響が懸念されている。
本種の生息地であるオーストラリアは国内に生息する野生動物の輸出を禁止しているため、過去に研究用や動物園での展示用に輸出された個体からの繁殖個体のみが合法的に流通しうる。オーストラリア現地ではたびたび本種の密輸が摘発されており、日本へ輸入されているものは全て密輸である 。
その特徴的な外見から、ツチノコは飼われていた本種が脱走し野生化したものではないかという説もある。